# 1972 Голяма награда на Великобритания
1972 Голяма награда на Великобритания е 23-то за Голямата награда на Великобритания и седми кръг от сезон 1972 във Формула 1, провежда се на 15 юли 1972 година на пистата Брандс Хач в област Кент, Великобритания.

## Репортаж
Ферари са все още без Клей Регацони, който се възстановява от контузия, докато Марио Андрети участва в Мичиган 200, под егидата на Автомобилния съюз на Съединените щати. Текно от своя страна решиха да не пуснат Нани Гали за второ участие за Скудерията, и на негово място е нает 29-годишния италианец Артуро Мерцарио, познат от състезанията за издръжливост. Първоначално БРМ планира да участват с петима пилоти, но с официалния край на кариерата на Хелмут Марко и с липса на достатъчно части, принуди и Райн Визел да не вземе участие. Третият пилот, който също не участва е Хоудън Гънли, но при неговия случай от отбора решиха да дадат шанс на Джаки Оливър да кара за британския отбор, заради опита си на Брандс Хач. Питър Ревсън е отново в състава на Макларън заедно с Дени Хълм, а планираното участие на Брайън Редмън като трети пилот е отхвърляно, заради недостатъчно болиди. Коню с френския пилот Франсоа Миго, правят своя дебют във Формула 1, докато конструирания от Лен Бейли болид Политойс FX1 за отбора на Франк Уилямс е в употреба за Анри Пескароло.

### Квалификация
Въпреки липсата на двама от редовните пилоти, Ферари са отново във форма с пол-позицията на Джаки Икс, пред Лотус-а на Емерсон Фитипалди, Макларън-а на Ревсън и Тирел-а на Джеки Стюарт, който му е даден шанса да изпробва конструирания от Дерек Гарднър, болид 005, но същата участ която сполетя Франсоа Север в ГП на Франция, се случи и с лидера в отбора. Тим Шенкен отново показа невероятна квалификация, която го прати пети пред Жан-Пиер Белтоаз, Майк Хейлууд, Рони Петерсон, Мерцарио и Карлос Ройтеман. Коню напуснаха трасето още преди да започнат квалификацията, след проблем със задното окачване, което сериозно засегна и задната част на болида.

### Състезание
Икс не даде шанс на Фитипалди да поеме лидерството към първия завой, пред бързо-стартиращия Белтоаз и Ревсън. Стюарт е пети, преди да мине пред американеца за четвърта позиция в третата обиколка, докато Андреа де Адамич и Питър Гетин са първите отпаднали. На Джеки му отне четири обиколки за да мине и пред Белтоаз за трета позиция, който е погълнат от Ревсън и от Съртис-а на Шенкен, малко по-късно. Повреда по очакването на новия Политойс принуди Пескароло да напусне надпреварата, последвано от Текно-то на Гали две обиколки по-късно. Белтоаз си върна загубената позиция от Шенкен, докато Север се изкачи до осмо място.
Фитипалди е видимо по-бърз от Икс на завоите, но не и на правите. Тогава Ферари-то на белгиеца загуби гориво заради теч в маслото, и принуди Емерсон да изчака за известно време. Белтоаз е следващия, който изпитва проблеми със своя БРМ, а Дейв Чарлтън отпадна с повреда по скоростната кутия в 21-вата обиколка. Стюарт се доближи до лидерите в 23-та обиколка, след като са забавени от затворения с обиколка Лотус на Дейв Уокър като Фитипалди загуби позиция от шотландеца. Междувременно Мерцарио спря в бокса за смяна на гуми, след спукване на една от тях, докато проблемите по скоростната кутия означи края на състезанието за Хейлууд.
В 34-та обиколка лидерите отново са задържани, този път от битката между Матра-та на Крис Еймън и частния Марч на Майк Бютлър. Това доведе до нова промяна в класирането като Фитипалди си върна втората позиция от Стюарт. Икс сдаде лидерството на бразилеца в 49-а обиколка, заради проблем в налягането на маслото, пращайки Ревсън на трето място. Шенкен е четвърти, преди да бъде изпреварен от Север, Петерсон и Хълм, след като не успя да стартира двигателя си, заради завъртане. Падок Бенд е причината Греъм Хил и после Север да прекратят участието си, докато Мерцарио гони първите си точки, преследвайки Еймън.
С абсолютно никакъв шанс на Стюарт да направи атака срещу Фитипалди, пилотът на Лотус записа третата си победа за сезона, с което още повече увеличи преднината си пред вече втория Стюарт в класирането при пилотите. Ревсън е последния пилот, който финишира заедно с лидерите на трето място, пред Еймън и Хълм а с отпадането на Петерсон (който е класиран седми), две обиколки преди финала изкачи Мерцарио до шестата позиция, даващо право за точки.

## Класиране
| Поз | No | Пилот             | Конструктор   | Обиколки | Време/Отпадане     | Място | Точки |
| --- | -- | ----------------- | ------------- | -------- | ------------------ | ----- | ----- |
| 1   | 8  | Емерсон Фитипалди | Лотус-Форд    | 76       | 1:47:50.2          | 2     | 9     |
| 2   | 1  | Джеки Стюарт      | Тирел-Форд    | 76       | + 4.1              | 4     | 6     |
| 3   | 19 | Питър Ревсън      | Макларън-Форд | 76       | + 1:12.5           | 3     | 4     |
| 4   | 17 | Крис Еймън        | Матра         | 75       | + 1 Об.            | 17    | 3     |
| 5   | 18 | Дени Хълм         | Макларън-Форд | 75       | + 1 Об.            | 11    | 2     |
| 6   | 6  | Артуро Мерцарио   | Ферари        | 75       | + 1 Об.            | 9     | 1     |
| 7   | 3  | Рони Петерсон     | Марч-Форд     | 74       | Двигател/Завъртане | 8     |       |
| 8   | 27 | Карлос Ройтеман   | Брабам-Форд   | 73       | + 3 Об.            | 10    |       |
| 9   | 4  | Ники Лауда        | Марч-Форд     | 73       | + 3 Об.            | 19    |       |
| 10  | 33 | Ролф Щомелен      | Марч-Форд     | 71       | + 5 Об.            | 25    |       |
| 11  | 11 | Жан-Пиер Белтоаз  | БРМ           | 70       | + 6 Об.            | 6     |       |
| 12  | 28 | Уилсън Фитипалди  | Брабам-Форд   | 69       | Окачване           | 22    |       |
| 13  | 31 | Майк Бютлър       | Марч-Форд     | 69       | + 7 Об.            | 23    |       |
| Отп | 22 | Тим Шенкен        | Съртис-Форд   | 64       | Окачване           | 5     |       |
| Отп | 2  | Франсоа Север     | Тирел-Форд    | 60       | Завъртане          | 12    |       |
| Отп | 9  | Дейв Уокър        | Лотус-Форд    | 59       | Окачване           | 15    |       |
| Отп | 5  | Джеки Икс         | Ферари        | 49       | Налягане-масло     | 1     |       |
| Отп | 26 | Греъм Хил         | Брабам-Форд   | 47       | Завъртане          | 21    |       |
| Отп | 25 | Карлос Паче       | Марч-Форд     | 39       | Диференциал        | 13    |       |
| Отп | 14 | Джаки Оливър      | БРМ           | 36       | Окачване           | 14    |       |
| Отп | 21 | Майк Хейлууд      | Съртис-Форд   | 31       | Ск.кутия           | 7     |       |
| Отп | 29 | Дейв Чарлтън      | Лотус-Форд    | 21       | Ск.кутия           | 24    |       |
| Отп | 30 | Нани Гали         | Техно         | 9        | Завъртане          | 18    |       |
| Отп | 24 | Анри Пескароло    | Политойс-Форд | 7        | Инцидент           | 26    |       |
| Отп | 12 | Питър Гетин       | БРМ           | 5        | Двигател           | 16    |       |
| Отп | 23 | Андреа де Адамич  | Съртис-Форд   | 3        | Инцидент           | 20    |       |

## Класиране след състезанието
| Поз | Пилот             | Точки |
| --- | ----------------- | ----- |
| 1   | Емерсон Фитипалди | 43    |
| 2   | Джеки Стюърт      | 27    |
| 3   | Дени Хълм         | 21    |
| 4   | Джеки Икс         | 16    |
| 5   | Питър Ревсън      | 10    |
| 6   | Жан-Пиер Белтоаз  | 9     |
| 7   | Франсоа Север     | 9     |
| 8   | Крис Еймън        | 9     |

| Поз | Конструктор   | Точки |
| --- | ------------- | ----- |
| 1   | Лотус-Форд    | 43    |
| 2   | Тирел-Форд    | 33    |
| 3   | Макларън-Форд | 27    |
| 4   | Ферари        | 20    |
| 5   | БРМ           | 9     |
| 6   | Матра         | 9     |
| 7   | Съртис-Форд   | 9     |
| 8   | Марч-Форд     | 8     |